# Пахітодес перев'язаний
Квіткарка (Ополиця) мандрівна (лат. Pachytodes erraticus Dalman, 1818 = Pachyta sexmaculata (Linnaeus) Bertolini, 1876 = Leptura quadrifasciata (Linnaeus) Petagna, 1787) — вид жуків з родини Скрипунових.

## Молекулярна філогенія
На основі молекулярних даних Квіткарка (Ополиця) мандрівна належить до підроду Ополиця (Pachytodes) у роді Квіткарка (Judolia)

## Поширення
Judolia erratica належить до європейської групи видів у складі європейського зоогеографічного комплексу. Ареал охоплює усю Європу, Закавказзя, Північний Іран, Туреччину

## Екологія
У регіоні вид зустрічається дуже рідко, здебільшого у гірських районах. Дорослі комахи відвідують квіти, харчуються пилком.

## Морфологія

### Імаго
Пахітодес перев'язаний — невеликий жук, довжина тіла якого сягає 12 мм. Фонове забарвлення — чорне, іноді черевце рудувате. Надкрила буро-жовті, з двома чорними перев'язями та вершиною, верхівка надкрил часто має руде забарвлення. Надкрила помітно блискучі, зі слабкою поцяткованістю.

### Личинка
Личинка за своєю морфологією схожа на таку ж у Judolia (Pachytodes) cerambyciformis. Розвиток в підземному відмерлих частин листяних дерев (дуб, береза, клен, вишня)

## Життєвий цикл
Генерація дворічна. Виліт дорослих в липні-серпні.